# 伝令RNA

真核細胞のmRNAのライフサイクルを示す模式図。mRNAは細胞核内でDNAから転写されて作られる。次に転写後修飾（プロセシング）が行われ、細胞質へ輸送される。その後mRNAはリボソームやtRNAと相互作用して翻訳され、タンパク質(またはペプチド)分子が作られる。最終的にmRNAは分解される。

分子生物学において、伝令RNA（でんれいアールエヌエー、英: messenger ribonucleic acid）は、mRNAまたはメッセンジャーリボ核酸とも呼ばれ、タンパク質を合成する過程でリボソームによって読み取られる、遺伝子の遺伝子配列に対応する一本鎖のリボ核酸（RNA）分子である。
mRNAは、RNAポリメラーゼという酵素が遺伝子を一次転写産物のmRNA前駆体（pre-mRNA）に変換する転写過程で作られる。このpre-mRNAには通常、最終的なアミノ酸配列をコードしないイントロンという領域が含まれるが、これらはRNAスプライシングの過程で除去され、タンパク質をコードする領域であるエクソンのみが残る。このエクソン配列が成熟mRNAを構成する。
次に、リボゾームが成熟mRNAを読み取り、転移RNA（tRNA）が運ぶアミノ酸を利用してタンパク質を作り出す。この過程は翻訳として知られている。
これらの過程はすべて、生物系における遺伝情報の流れを説明する分子生物学のセントラルドグマの一部を形成する。
mRNAの遺伝情報は、デオキシリボ核酸（DNA）と同様にヌクレオチド配列に含まれ、おのおのが3連のリボヌクレオチドからなるコドンに配列されている。各コドンは、特定のアミノ酸をコードしているが、タンパク質合成を停止させる終止コドンは例外である。コドンからアミノ酸へ翻訳するためには、コドンを認識して対応するアミノ酸を供給する転移RNAと、リボソームに含まれるタンパク質製造装置の中心的な構成要素であるリボソームRNA（rRNA）の2種類のRNAが必要である。
mRNAの概念は、1960年にシドニー・ブレナーとフランシス・クリックによって発展した（歴史を参照）。実験検証を行う過程で、フランソワ・ジャコブとジャック・モノーが「メッセンジャーRNA（messenger RNA）」という名称を作り出した。1961年、ジェームズ・ワトソンの研究チームと、ジャコブ、モノー、マシュー・メセルソンのチームによって、mRNAが単離され、独立して記述された。

## 合成、プロセシング、働き

RNAポリメラーゼ酵素 (黄色)がDNA鎖を転写してmRNA (緑色)を形成する

mRNA分子は転写から始まり、最終的に分解されて短い生涯を終える。mRNA分子はその寿命の間、翻訳前にプロセシング、編集、そして輸送されることもある。真核生物のmRNA分子は、しばしば広範なプロセシングや輸送を必要とするが、原核生物のmRNA分子はそうではない。真核生物のmRNA分子とそれに結合したタンパク質を合わせてメッセンジャーRNPと呼ぶ。

### 転写
DNAからRNAをコピーすることを転写という。転写の際、RNAポリメラーゼは必要に応じてDNAからmRNAへの遺伝子コピーを作成する。この過程は真核生物と原核生物でわずかに相違する。顕著な相違の一つは、原核生物のRNAポリメラーゼは転写中にDNA処理酵素と結合し、転写中にプロセシングを進めることができる。それによって、新しいmRNA鎖はtRNA鎖と呼ばれる相補鎖を生成して二本鎖となり、両者が結合すると塩基対形成による構造形成ができなくなる。さらに、mRNAの鋳型はtRNAの相補鎖であり、DNAが結合するアンチコドン配列と同じ配列である。短命で、未プロセシングあるいは部分的にプロセシングされた転写産物を前駆体mRNA、またはpre-mRNAと呼び、完全にプロセシングされると成熟mRNAと呼ぶ。

### 真核生物のpre-mRNAプロセシング

(上段) DNA遺伝子はpre-mRNAに転写される。(中段) その後、pre-mRNAはプロセシングを経て成熟mRNAを形成する。(下段) 最終的に成熟mRNAはリボソームによって翻訳されてタンパク質が生成する。

mRNAのプロセシングは、真核生物、細菌、および古細菌の間で大きく異なっている。非真核生物のmRNAは、本質的に転写された時点で成熟しており、まれな場合を除いてプロセシングを必要としない。しかし、真核生物のpre-mRNAは、細胞質へ輸送されリボソームにより翻訳される前に、一連のプロセシング段階を経る必要がある。

#### スプライシング
RNAスプライシングは、真核生物のpre-mRNAが成熟mRNAに至る広範なプロセシングであり、イントロンやアウトロン（非コード領域）が除去され、エクソン（コード領域）が結合する機構である。

#### 5'キャップの付加

真核生物mRNAの5'キャップの構造。7-メチルグアノシン (左上) が、5'-5'-トリリン酸結合 (中央) を介し、mRNAの最初の転写ヌクレオチド (右下) に結合することでキャップを形成する。

5'キャップ（5' cap、RNAキャップ、RNA 7-メチルグアノシンキャップ、RNA m7Gキャップとも呼ばれる）とは、真核生物のメッセンジャーRNAの転写開始直後にその先端部つまり5'末端に付加された修飾グアニンヌクレオチドである。5'キャップは、末端の7-メチルグアノシン残基からなり、5'-5'-トリリン酸結合を介して最初の転写ヌクレオチドに結びつく。その存在は、リボソームによる認識とリボヌクレアーゼ（RNase）酵素からの保護において重要である。
キャップの付加は転写と連動しており、相互に影響を与えるように共転写的に行われる。転写開始の直後、合成されるmRNAの5'末端は、RNAポリメラーゼに結合しているキャップ結合複合体と結合する。この酵素複合体は、mRNAのキャッピングに必要な化学反応を触媒する。合成は多段階の生化学反応として進行する。

#### 編集
場合によって、mRNAが編集されて、そのヌクレオチド組成が変化することがある。ヒトを例にとると、アポリポタンパク質BのmRNAは、ある組織では編集されるが、他の組織では編集されない。この編集によって中途での終止コドンが作られ、翻訳時に短いタンパク質が生成する。

#### ポリアデニル化

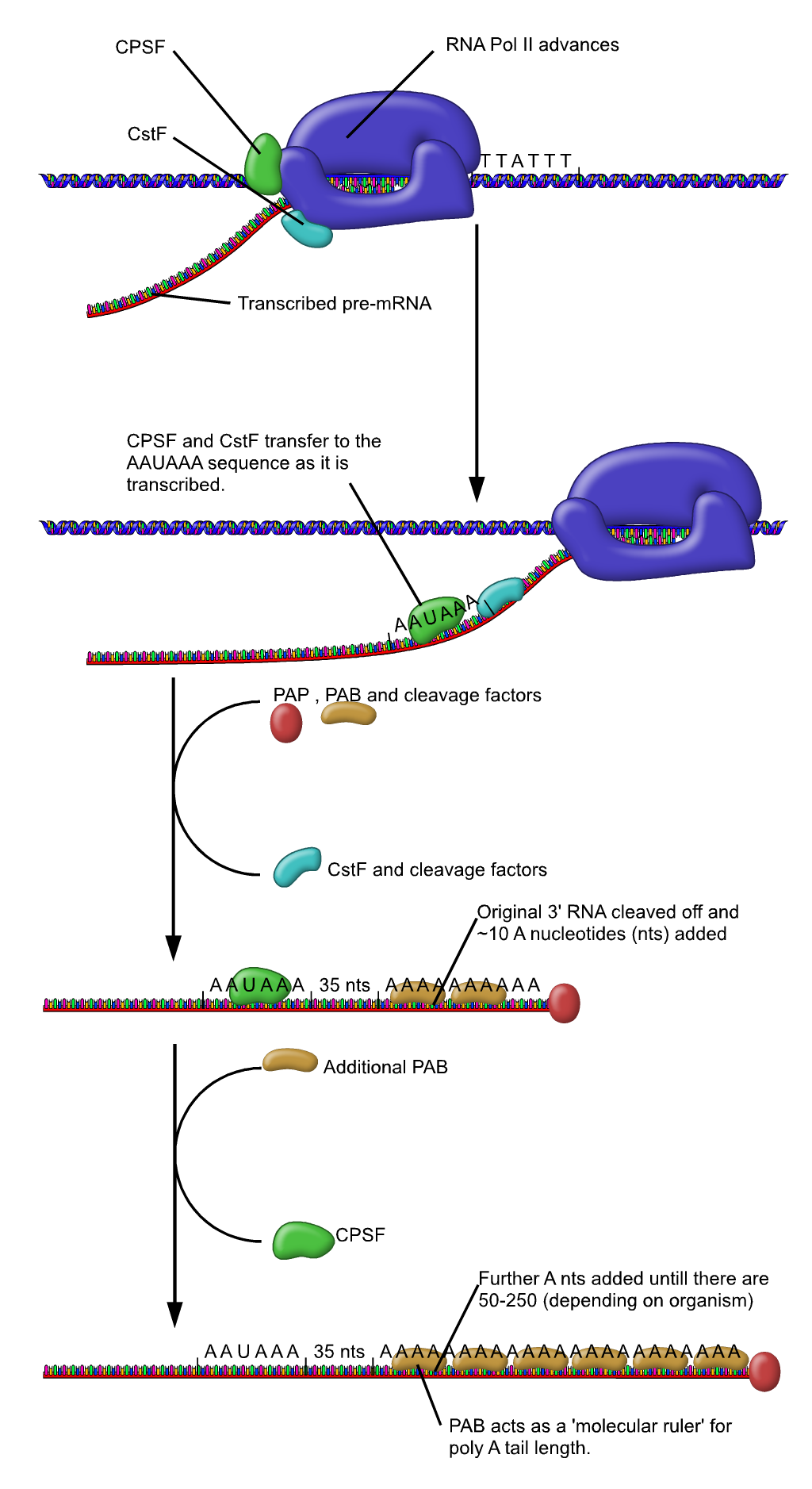
ポリアデニル化の過程

ポリアデニル化（polyadenylation）とは、メッセンジャーRNA分子にポリアデニリル部を共有結合させることである。真核生物では、ほとんどのメッセンジャーRNA（mRNA）分子が3'末端でポリアデニル化されているが、最近の研究では、ウリジンの短い伸長（オリゴウリジル化）も一般的であることが示されている。ポリ(A)テールとそれに結合したタンパク質は、エキソヌクレアーゼによる分解からmRNAを保護することを助ける。また、ポリアデニル化は、転写終結、mRNAの核外輸送、および翻訳にも重要である。原核生物では、mRNAがポリアデニル化されると、ポリ(A)テールがエキソヌクレアーゼ分解を妨げるのではなく、むしろ促進するように作用することもある。
ポリアデニル化は、DNAからRNAへ転写される際、および（または）その直後に起こる。転写が終了すると、RNAポリメラーゼに結合するエンドヌクレアーゼ複合体の働きによって、mRNA鎖は切断される。mRNAが切断された後、切断部位の遊離3'末端に約250のアデノシン残基が付加される。この反応は、ポリアデニル酸ポリメラーゼによって触媒される。選択的スプライシングと同様に、1つのmRNAに複数種のポリアデニル化変異体が存在する可能性がある。
また、ポリアデニル化部位の変異も起こる。遺伝子の一次RNA転写産物は、ポリA付加部位で切断され、RNAの3'末端に100-200個のアデノシン残基が付加される。この部位が変化すると、異常に長く、不安定なmRNAコンストラクトが形成される。

### 輸送
真核生物と原核生物のもう一つの違いは、mRNAの輸送に関するものである。真核生物では転写と翻訳は区画的に分割されているため、真核生物ではmRNAを細胞核から細胞質へ輸送しなくてはならない。この過程は、さまざまなシグナル伝達経路によって制御されている可能性がある。成熟mRNAは修飾の処理によって認識され、キャップ結合タンパク質（CBC）であるCBP20およびCBP80、および転写／核外輸送複合体（TREX）に結合することによって、核膜孔から輸送される。真核生物では、複数のmRNA輸送経路が同定されている。
空間的に複雑な細胞では、いくつかのmRNAは特定の細胞内目的地に輸送される。成熟した神経細胞では、ある種のmRNAが神経細胞体から樹状突起に輸送される。mRNA翻訳が行われる部位の一例は、シナプスの下に選択的に局在するポリリボソームである。Arc/Arg3.1のmRNAは、シナプス活動によって誘導され、NMDA受容体が生成するシグナルに基づいて、活動的なシナプス近傍に選択的に局在される。また、βアクチンのmRNAのように、外部刺激に応答して樹状突起に移動するmRNAもある。アクチンのmRNAは、細胞核から輸送されるときに、ZBP1および40Sサブユニットと結合する。この複合体はモータータンパク質によって結合され、細胞骨格に沿って目的位置（神経突起伸長部）に輸送される。最終的に、ZBP1がSrcによってリン酸化され、翻訳が開始される。発達中の神経細胞では、mRNAは成長中の軸索、特に成長円錐にも輸送される。多くのmRNAには、特定の場所に輸送するために、いわゆる「ジップコード（郵便番号の意）」が付与されている。mRNAは、細胞膜ナノチューブ（トンネルナノチューブ）と呼ばれる構造体を通じて、哺乳動物細胞間でも移動することができる。

### 翻訳

mRNAからタンパク質への翻訳を示す模式図。リボソーム (緑)は、一連の伝令RNA (Messanger RNA) (黄緑)と、転移RNA (TRNA) (黄) に結びついたアミノ酸 (赤丸) から所定のタンパク質 (赤丸の連鎖) を組み立てる。

原核生物のmRNAは、プロセシングや輸送を必要としないため、転写終了後すぐにリボソームにより翻訳を開始することができる。したがって、原核生物における翻訳は転写と共役しており、共転写的に行われていると言える。
真核生物のmRNAは、プロセシングされて細胞質に輸送された後（すなわち成熟mRNA）、リボソームによって翻訳することができる。翻訳は、細胞質内を自由に浮遊しているリボソームで起こる場合と、シグナル認識粒子によって誘導されて、小胞体に結合したリボソームで起こる場合がある。したがって、原核生物とは異なり、真核生物における翻訳は転写と直接的に結びついていない。乳癌（がん）で監視されるEEF1A1のmRNA/タンパク質レベルのように、mRNAレベルの低下がタンパク質レベルの上昇を伴うこともある。

## 構造

成熟した真核生物のmRNAの構造。完全にプロセシングされたmRNAは、(左から右へ) 5'キャップ、5' UTR、コーディング領域、3' UTR、およびポリ(A)テールから構成される。

### コーディング領域
コーディング領域（coding regions）はコドン（遺伝暗号ともいう）で構成され、リボソームによって解読され、さらにタンパク質へ翻訳される。これは、真核生物では通常1つなのに対し、原核生物では通常複数である。コーディング領域は、開始コドンで始まり、終止コドンで終わる。一般に、開始コドンはAUGトリプレットで、終止コドンはUAG（アンバー）、UAA（オーカー）、またはUGA（オパール）である。コーディング領域は内部の塩基対によって安定化する傾向があり、これが分解を妨げている。コーディング領域は、タンパク質をコードすることに加え、その一部はエクソン性スプライシングエンハンサーまたはエクソン性スプライシングサイレンサーとして、pre-mRNA中の制御配列として機能することがある。

### 非翻訳領域

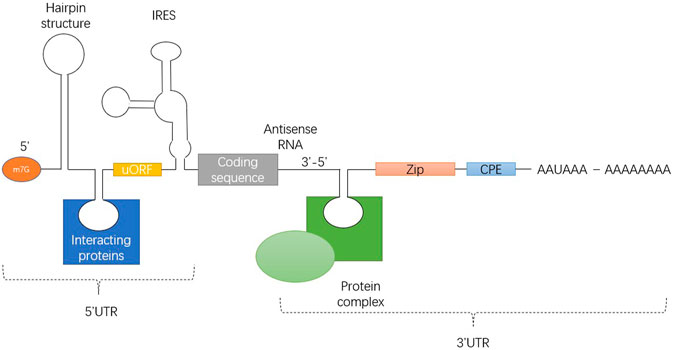
真核生物mRNAにおける5' 非翻訳領域 (5' UTR) および3' 非翻訳領域 (3' UTR) の一般的な構造を示す。

非翻訳領域（untranslated regions、UTR）は、mRNAのうち、開始コドンの前および停止コドンの後で翻訳されない領域のことで、それぞれ5' 非翻訳領域（5' UTR）と3' 非翻訳領域（3' UTR）と呼ばれる。これらの領域はコーディング領域と一緒に転写されるため、成熟mRNA中にそのまま存在することからエクソン性（exonic）という。遺伝子発現に関わる非翻訳領域のいくつかの役割は、mRNAの安定性、mRNAの局在化、翻訳効率へ起因するとされている。UTRがこれらの機能を果たすかどうかはUTRの配列に依存し、mRNAの種類によって異なる可能性がある。また、3' UTRの遺伝子変異は、RNAの構造やタンパク質への翻訳を変化させるため、疾患感受性にも関与すると考えられている。
mRNAの安定性は、リボヌクレアーゼというRNA分解酵素や、RNA分解を促進または阻害する補助タンパク質に対する親和性が異なるため、5' UTRおよび（または）3' UTRによって制御されている可能性がある (Cリッチ安定化配列も参照）。
翻訳効率は、時には翻訳を完全に阻害することも含め、UTRによって制御することができる。3' UTRまたは5' UTRに結合するタンパク質は、リボソームがmRNAに結合する能力に働きかけることで、翻訳に影響を及ぼす可能性がある。また、3' UTRに結合したマイクロRNA（miRNA）も、翻訳効率やmRNAの安定性に影響を及ぼす可能性がある。
mRNAの細胞質局在性は、3' UTRの機能であると考えられている。細胞内の特定の領域で必要とされるタンパク質は、その場所で翻訳されることもある。このような場合、3' UTRには、転写産物を翻訳するためにこの領域に局在化させる配列が含まれている可能性がある。
非翻訳領域に含まれる配列の中には、RNAに転写されると特徴的な二次構造を形成するものがある。これらの構造的なmRNA配列は、mRNAの調節に関与している。SECIS配列のようにタンパク質が結合する標的となるものもある。mRNA配列の一種であるリボスイッチは、小分子と直接結合してその折りたたみを変化させて転写や翻訳のレベルを変更する。こうした場合、mRNAはそれ自身を制御している。

### ポリ(A)テール
3'ポリ(A)テール（3' poly(A) tail）は、pre-mRNAの3'末端に付加されたアデニンヌクレオチドの長い配列である（配列長は数100個が多い）。このテール（尾部）は、細胞核からの輸送と翻訳を促進するとともに、mRNAを分解から保護する役割を持つ。

### モノシストロン型とポリシストロン型の違い
mRNA分子が、単一のタンパク質鎖（ポリペプチド）のみを翻訳するための遺伝情報を含む場合、モノシストロン型（monocistronic mRNA）であるという。ほとんどの真核生物のmRNAはこのようなケースである。一方、ポリシストロン型（polycistronic mRNA）mRNAは、複数のオープン・リーディング・フレーム（ORF）を持ち、それぞれがポリペプチドに翻訳される。これらのポリペプチドは通常、関連する機能を持ち（多くは最終的な複合タンパク質を構成するサブユニット）、それらのコード配列（coding sequence、CDS）はプロモーターとオペレーターを含む制御領域にまとめられて全体として制御される。細菌や古細菌に見られるmRNAのほとんどはポリシストロン型で、ヒトのミトコンドリア・ゲノムも同様である。ジシストロン型（dicistronic）またはバイシストロン型（bicistronic）のmRNAは、2つのタンパク質のみをコードしている。

### mRNAの環状化

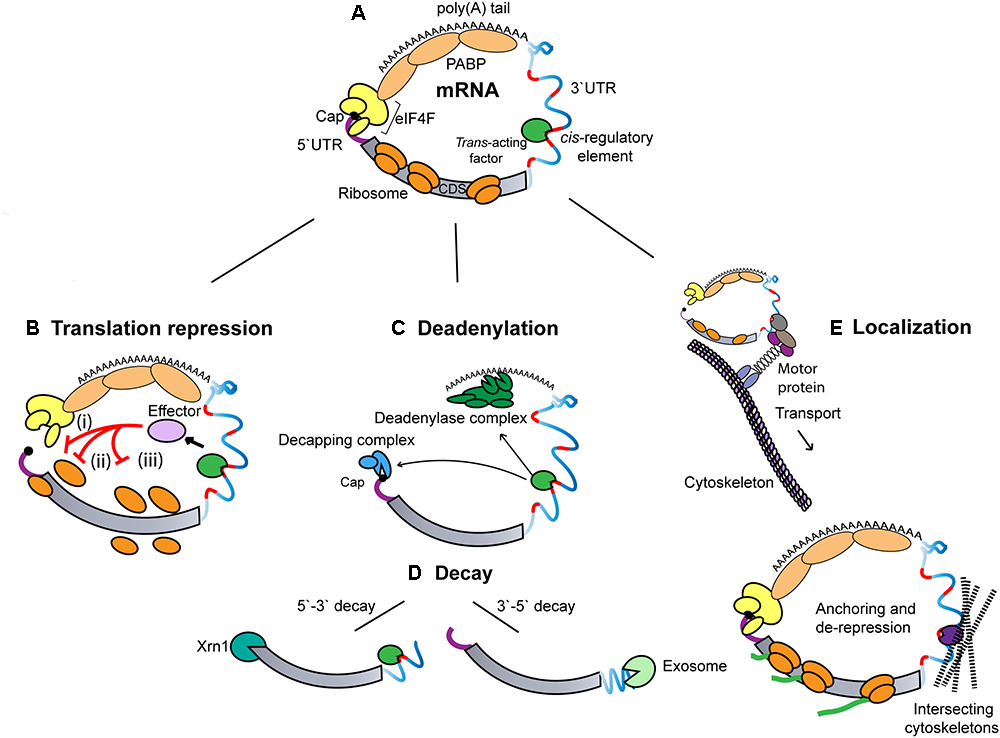
mRNAの環状化と調節。(詳細は画像の概要を参照)

真核生物では、eIF4Eとポリ(A)結合タンパク質（PABP）が相互作用し、両者が足場タンパク質のeIF4Gに結合してmRNA-タンパク質-mRNAの橋渡しをすることで、mRNA分子は環状構造を形成する。環状化は、mRNA上のリボソームの循環を促進し、時間効率のよい翻訳をもたらすと考えられており、また、無傷のmRNAのみを翻訳するように機能する可能性もある（部分的に分解したmRNAは、m7Gキャップやポリ(A)テールの欠失を特徴とする）。
この他に、特にウイルスmRNAで、環状化の機構が知られている。ポリオウイルスのmRNAは、その5'末端方向のクローバーリーフ部分を利用してヒトタンパク質PCBP2と結合し、PCBP2はポリ(A)結合タンパク質と結合して、よく知られたmRNA-タンパク質-mRNAの輪を形成する。オオムギ黄化萎縮ウイルスは、5'末端と3'末端のmRNAセグメント間で結合し（キッシングステムループと呼ばれる）、タンパク質を介さずにmRNAを環状化する。
RNAウイルスゲノム（その+鎖がmRNAとして翻訳される）も一般に環状化している。ゲノム複製の際、環状化はゲノム複製速度を高めるように作用し、リボソームが循環している仮説とほぼ同様に、ウイルスRNA依存性RNAポリメラーゼを循環させる。

## 分解
同じ細胞内でも、mRNAの寿命（安定性）はそれぞれ異なる。細菌細胞では、個々のmRNAは数秒から1時間以上生存することができる。しかしその寿命は平均して1-3分であり、細菌のmRNAは真核生物のmRNAよりもはるかに安定性が低い。哺乳動物細胞では、mRNAの寿命は数分から数日にまで及ぶ。mRNAの安定性が高いほどそのmRNAからより多くのタンパク質が生成される可能性がある。mRNAの寿命が限られているので、細胞は変化する需要に応じてタンパク質合成を速やかに変更することができる。mRNAの破壊をもたらす多くの機構があり、そのいくつかを次に説明する。

### 原核生物のmRNA分解

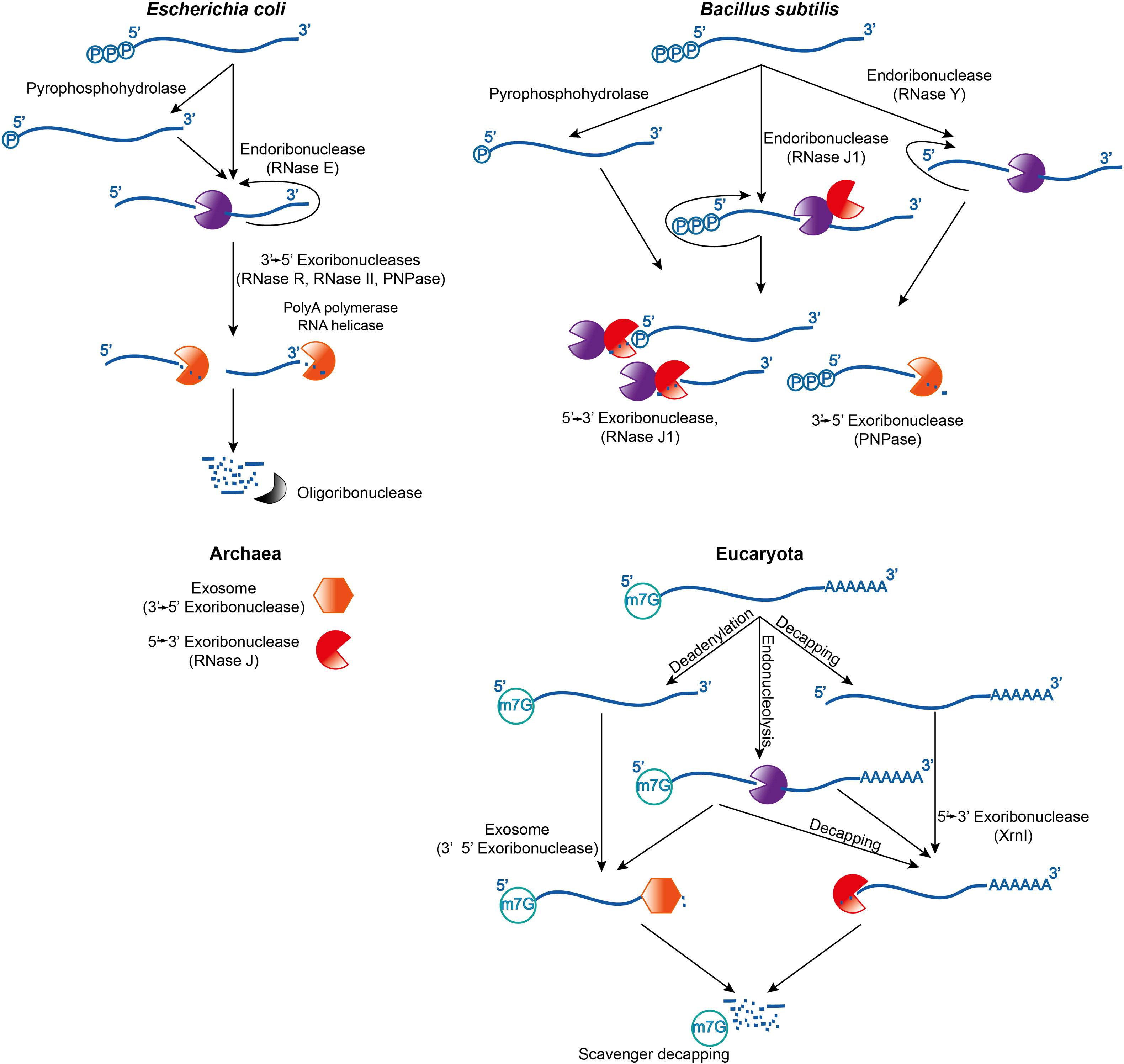
さまざまな生命ドメインにおけるRNA分解経路の概要。グラム陰性の大腸菌とグラム陽性の枯草菌 (それぞれ左上と右上) に代表される2つの主要な細菌系統では、経路は類似しているが、酵素は異なっている。グラム陰性とグラム陽性の両方で、エンドリボヌクレアーゼは基質を繰り返し切断することができ、生成物はエキソリボヌクレアーゼによって攻撃される。比較のため、真核生物の分解経路を示す (右上)。

一般的に、原核生物では、真核生物よりもmRNAの寿命がはるかに短い。原核生物は、エンドヌクレアーゼ、3'エキソヌクレアーゼ、および5'エキソヌクレアーゼを含むリボヌクレアーゼの組み合わせて、メッセージ（mRNAの意）を分解する。また、数十から数百ヌクレオチド長の小型RNA（sRNA）が相補的な配列と塩基対を形成し、RNase IIIによるリボヌクレアーゼ切断を促進することによって、特定のmRNAの分解を促す場合がある。最近、細菌も5'末端に三リン酸からなる一種の5'キャップを持っていることが明らかになった。このリン酸を2つ除去すると5'-リン酸が残り、5'を3'に分解するエキソヌクレアーゼRNase Jによってメッセージが破壊される。

### 真核生物のmRNAターンオーバー
真核細胞内では、翻訳とmRNA分解のプロセス間で釣り合いが保たれている。活発に翻訳されているメッセージは、リボソーム、真核生物翻訳開始因子eIF4EおよびeIF4G、ポリ(A)結合タンパク質によって結合されている。eIF4EとeIF4Gはデキャッピング酵素（DCP2）を阻害し、ポリ(A)結合タンパク質はエキソソーム複合体を阻害して、メッセージの末端を保護する。翻訳と分解の釣り合いは、Pボディ（P-bodies）という細胞質構造の大きさと存在量に反映される。mRNAのポリ(A)テールは、RNA上のシス制御配列とトランス作用性RNA結合タンパク質の組み合わせによって、特定のメッセンジャーRNAを標的とする特殊なエキソヌクレアーゼによって短縮される。ポリ(A)テールの除去は、メッセージの環状構造を破壊し、キャップ結合複合体を不安定化すると考えられている。その後、メッセージはエキソソーム複合体またはデキャッピング複合体のいずれかによって分解される。このようにして、翻訳的に不活性なメッセージを速やかに破壊し、活性なメッセージを無傷のまま残すことができる。翻訳を停止してメッセージが崩壊複合体に渡される機構は詳しくは分かっていない。

### AUリッチエレメント分解
一部の哺乳類では、mRNA中にAUリッチエレメント（ARE）が存在すると、この配列に結合してポリ(A)テールの除去を促す細胞タンパク質の作用によって、これらの転写産物を不安定化する傾向がある。ポリ(A)テールの欠失は、エキソソーム複合体とデキャッピング複合体の両方による攻撃を促進することにより、mRNAの分解を促進すると考えられている。AUリッチエレメントを介した速やかなmRNA分解は、腫瘍壊死因子（TNF）や顆粒球マクロファージコロニー刺激因子（GM-CSF）のような強力なサイトカインの過剰産生を防ぐための重要な機構である。また、AUリッチエレメントは、c-Junやc-Fosなどの発がん性転写因子の生合成も調節する。

### ナンセンス変異依存mRNA分解機構
真核生物のメッセージは、メッセージ中の中途での終止コドン（ナンセンスコドン）の存在をチェックするナンセンス変異依存mRNA分解機構（NMD）による監視を受けている。ナンセンスコドンは、不完全なスプライシング、適応免疫系におけるV(D)J遺伝子再構成、DNAの変異、転写エラー、フレームシフトを引き起こすリボソームによる漏出スキャン、およびその他の原因によって発生する可能性がある。中途での終止コドンが検出されると、5'キャップ除去、3'ポリ(A)テール除去、またはヌクレオチド鎖切断による分解を引き起こす。

### 低分子干渉RNA (siRNA)
後生動物では、酵素であるDicerによって処理された低分子干渉RNA（siRNA）は、RNA誘導サイレンシング複合体またはRISC（RNA-induced silencing complex）として知られる複合体に取り込まれる。この複合はエンドヌクレアーゼを含んでおり、siRNAが結合する完全に相補的なメッセージを切断する。その結果として生じたmRNA断片は、エキソヌクレアーゼによって破壊される。siRNAは、細胞培養において遺伝子の機能を阻害するために、実験室で一般的に使用されている。これは二本鎖RNAウイルスに対する防御としての自然免疫系の一部であると考えられている。

### マイクロRNA (miRNA)
マイクロRNA（miRNA）は、通常、後生動物のメッセンジャーRNAと部分相補的な配列を持つ小型RNAである。miRNAがメッセージに結合すると、そのメッセージの翻訳は抑制されまたポリ(A)テールの除去が促進されるため、mRNAの分解は早められる。miRNAの作用機序は活発な研究対象となっている。

### その他の分解機構
メッセージが分解される機構は他にも、ノンストップ分解（non-stop decay、NSD）や、Piwi結合RNA（Piwi-interacting RNA、piRNA）によるサイレンシングなど、さまざまなものがある。

## 応用例
ヌクレオシド修飾メッセンジャーRNA（modRNA）配列を投与することで、細胞にタンパク質を作らせることができ、直接的にはそのタンパク質が病気を治療したり、ワクチンとして機能する可能性がある。より間接的には、このタンパク質が内在性幹細胞を望ましい方法で分化させる可能性がある。
RNA治療の主な課題は、RNAを適切な細胞に送達することにある。課題にはさらに、裸のRNA配列が調剤後に自然に分解されること、身体の免疫系がRNAを侵入者として攻撃する可能性があること、細胞膜を通過しないことといった事実も含まれる。RNAが細胞内に入った後、必要なリボソームがある細胞質で活動するためには、細胞の輸送機構を離れなくてはならない。
これらの課題を克服し、1989年に『広く適用可能なin vitroトランスフェクション技術が開発された後』、治療薬としてのmRNAが初めて提唱された。1990年代に、非ヌクレオシド修飾mRNAに依存した、個別化がんに対するmRNAワクチンが開発された。mRNAを用いた治療法は、がんだけでなく、自己免疫疾患、代謝性疾患、および呼吸器炎症性疾患に対する治療法と処置法の両面で研究が続けられている。CRISPRのような遺伝子編集療法も、目的のCasタンパク質を作るよう細胞を誘導するためにmRNAを使用することで、有益となる可能性がある。
2010年代以降、RNAワクチンやその他のRNA治療薬は「新しいクラスの医薬品」と見なされている。最初のmRNAに基づくワクチンは制限付き承認を受け、COVID-19パンデミックの間に、たとえばファイザー - バイオンテックやモデルナによるCOVID-19ワクチンが世界中で展開された。

## 歴史
1950年代初頭から、分子生物学の研究によって、タンパク質合成の際にRNAに関連する分子が存在することが示唆された。たとえば、最も古い報告の1つで、ジャック・モノーと彼のチームは、RNA合成がタンパク質合成に必要であることを示し、特に細菌の大腸菌で酵素であるβガラクトシダーゼを産生する時に必要なことを示した。また、1954年にアーサー・パーディーも同様のRNA蓄積を発見した。1953年、アルフレッド・ハーシー、ジューン・ディクソン、マーサ・チェイスは、大腸菌内で合成後すぐに消失する特定のシトシン含有DNA（RNAであることを示す）について報告した。これは、mRNAの存在を示す最初の記録であったが、mRNAとしては特定されなかった。
mRNAのアイディアは、1960年4月15日、ケンブリッジのキングス・カレッジで、シドニー・ブレナーとフランシス・クリックによって最初に着想され、フランソワ・ジャコブが、アーサー・パーディー、ジャコブ、そしてモノーが最近行った実験について話しをしているときだった。クリックの励ましを受け、ブレナーとジャコブはすぐにこの新しい仮説の検証に着手し、カリフォルニア工科大学のマシュー・メセルソンに連絡を取った。1960年の夏、ブレナー、ジャコブ、メセルソンの3人は、カリフォルニア工科大学のメセルソンの研究室で実験を行い、mRNAの存在を証明した。その年の秋に、ジャコブとモノーは「メッセンジャーRNA（messenger RNA）」と命名し、その機能を説明する最初の理論的枠組みを構築した。
1961年2月、ジェームズ・ワトソンは、自身の研究グループが彼らのすぐ後を、ほぼ同じ方向で同様の実験を行っていることを明らかにした。ブレナーと他の人たちは、彼らの研究知見の論文発表を遅らせるというワトソンからの要請に同意した。その結果、1961年5月の『ネイチャー』誌にブレナーとワトソンの論文が同時に掲載され、同じ月の『ジャーナル・オブ・モレキュラー・バイオロジー（Journal of Molecular Biology）』誌にジャコブとモノーはmRNAの理論的枠組みを発表した。

### 推薦文献
- Alsaweed M, Lai CT, Hartmann PE, Geddes DT, Kakulas F (February 2016). “Human milk miRNAs primarily originate from the mammary gland resulting in unique miRNA profiles of fractionated milk”. Scientific Reports 6 (1):  20680. Bibcode: 2016NatSR...620680A. doi:10.1038/srep20680. PMC 4745068. PMID 26854194.
- Lillycrop KA, Burdge GC (October 2012). “Epigenetic mechanisms linking early nutrition to long term health”. Best Practice & Research. Clinical Endocrinology & Metabolism 26 (5):  667–676. doi:10.1016/j.beem.2012.03.009. PMID 22980048.
- Melnik BC, Kakulas F, Geddes DT, Hartmann PE, John SM, Carrera-Bastos P, Cordain L, Schmitz G (21 June 2016). “Milk miRNAs: simple nutrients or systemic functional regulators?”. Nutrition & Metabolism 13 (1):  42. doi:10.1186/s12986-016-0101-2. PMC 4915038. PMID 27330539.
- Vickers MH (June 2014). “Early life nutrition, epigenetics and programming of later life disease”. Nutrients 6 (6):  2165–2178. doi:10.3390/nu6062165. PMC 4073141. PMID 24892374.
- Zhou Q, Li M, Wang X, Li Q, Wang T, Zhu Q, Zhou X, Wang X, Gao X, Li X (2012). “Immune-related microRNAs are abundant in breast milk exosomes”. International Journal of Biological Sciences 8 (1):  118–123. doi:10.7150/ijbs.8.118. PMC 3248653. PMID 22211110.